# Phedi
Phedi (nep. फेदी) – gaun wikas samiti we wschodniej części Nepalu w strefie Sagarmatha w dystrykcie Khotang. Według nepalskiego spisu powszechnego z 2001 roku liczył on 766 gospodarstw domowych i 3893 mieszkańców (1968 kobiet i 1925 mężczyzn).